# Janusz Stanisław Iliński
El comte Janusz Stanisław Iliński o també Jan Stanisław Iliński o Johann Stanislaus Ilinski en la seva forma germanitzada, rus: Ян Стани́слав Или́нский, (Romanów, actualment Romàniv, óblast de Jitòmir, Ucraïna, 1795 - Brodi, Ucraïna o Sant Petersburg, Rússia, 23 de desembre de 1860) fou un poeta i compositor polonès.
Deixeble de Salieri i de Kauer a Viena, va escriure obres molt estimables del gènere religiós, entre elles dues grans Misses, un Te Deum, un Miserere, salms, una Missa a cappella, etc. També va compondre obertures, vuit Quartets per a instruments d'arc, dos Concerts per a piano, lieder sobre texts francesos, i una gran ària di bravura per a la famosa cantant Catalani. En la seva joventut va servir en la guàrdia del tsar de Rússia, i en la diplomàcia va ser, a més, conseller privat el 1853, senador, camarlenc, etc...
Aquest il·lustre músic també cultivà la poesia francesa, havent publicat en aquest idioma les col·leccions poètiques: Les réves d'âme; Le solitaire de Colonna (París, 1835) i Brises d'automne (París, 1850) a més de la novel·la Elmira.